# Colloquium Marianum

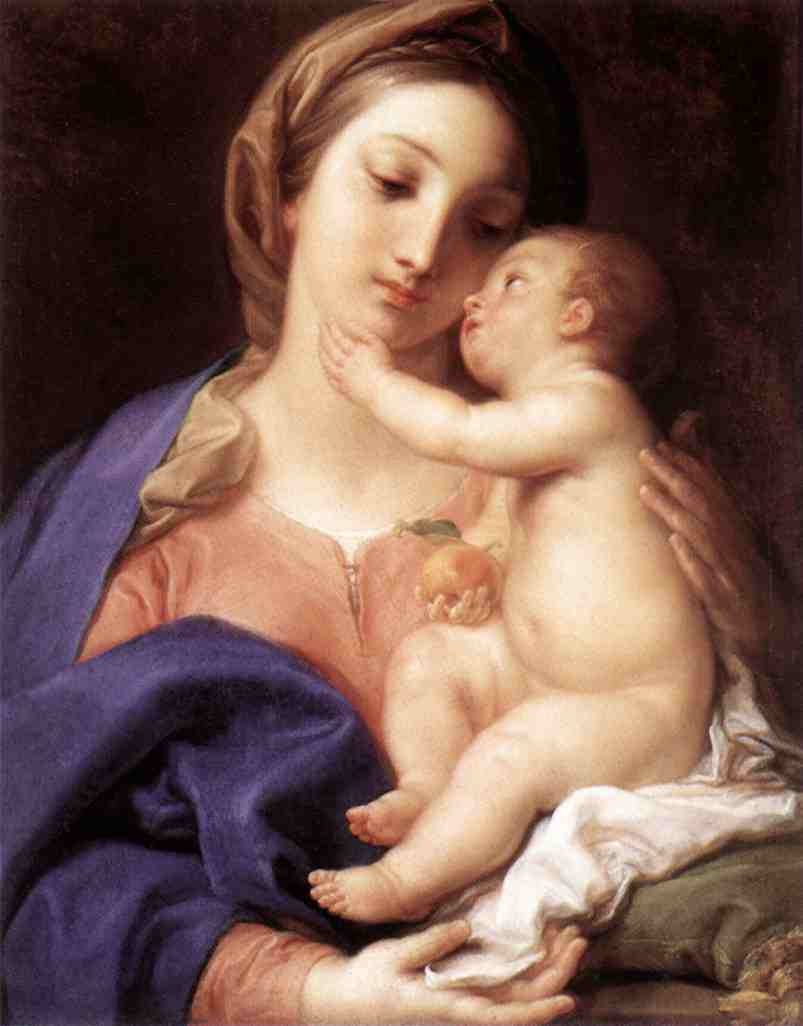
Madonna y el Niño de Pompeo Batoni, 1742

El Colloquium Marianum era un tipo elitista de devociones marianas de sodalidad, fundado por el jesuita Padre Jakob Rem del Seminario Jesuita de Ingolstadt en 1594 d. C. en Ingolstadt, Baviera, con el objetivo de alcanzar la santidad de vida a través de un amor cada vez más profundo a la Virgen María.

## Descripción
La pertenencia al Colloquium Marianum, un grupo de élite dentro de la Congregación Mariana, se basaba en una vida virtuosa, libre de pecados capitales. Las misas diarias ante la imagen de la Mater Ter Admirabilis y las reuniones y discusiones semanales bajo su imagen debían ayudar a los miembros en el fervor apostólico y en un espiritual y estilo de vida mariano. La congregación fue aprobada en 1612 por el papa Pablo V y, a partir de entonces, el padre Rem admitió a 400 nuevos miembros. Durante la Guerra de los Treinta Años (1618-1648), el Colloquium Marianum contribuyó a la defensa orante de la fe con miles de miembros varones. Al ser una organización de élite, contaba con conocidos miembros de la política y de la Iglesia de la época. Durante el Siglo de las Luces, y después de que la Compañía de Jesús fuera proscrita por el papa Clemente XIV en 1773, el coloquio perdió miembros y desapareció gradualmente. El movimiento Schönstatt y la Legión de María resucitaron con éxito la idea del Padre Rem en el siglo XX.